# Plasmólise

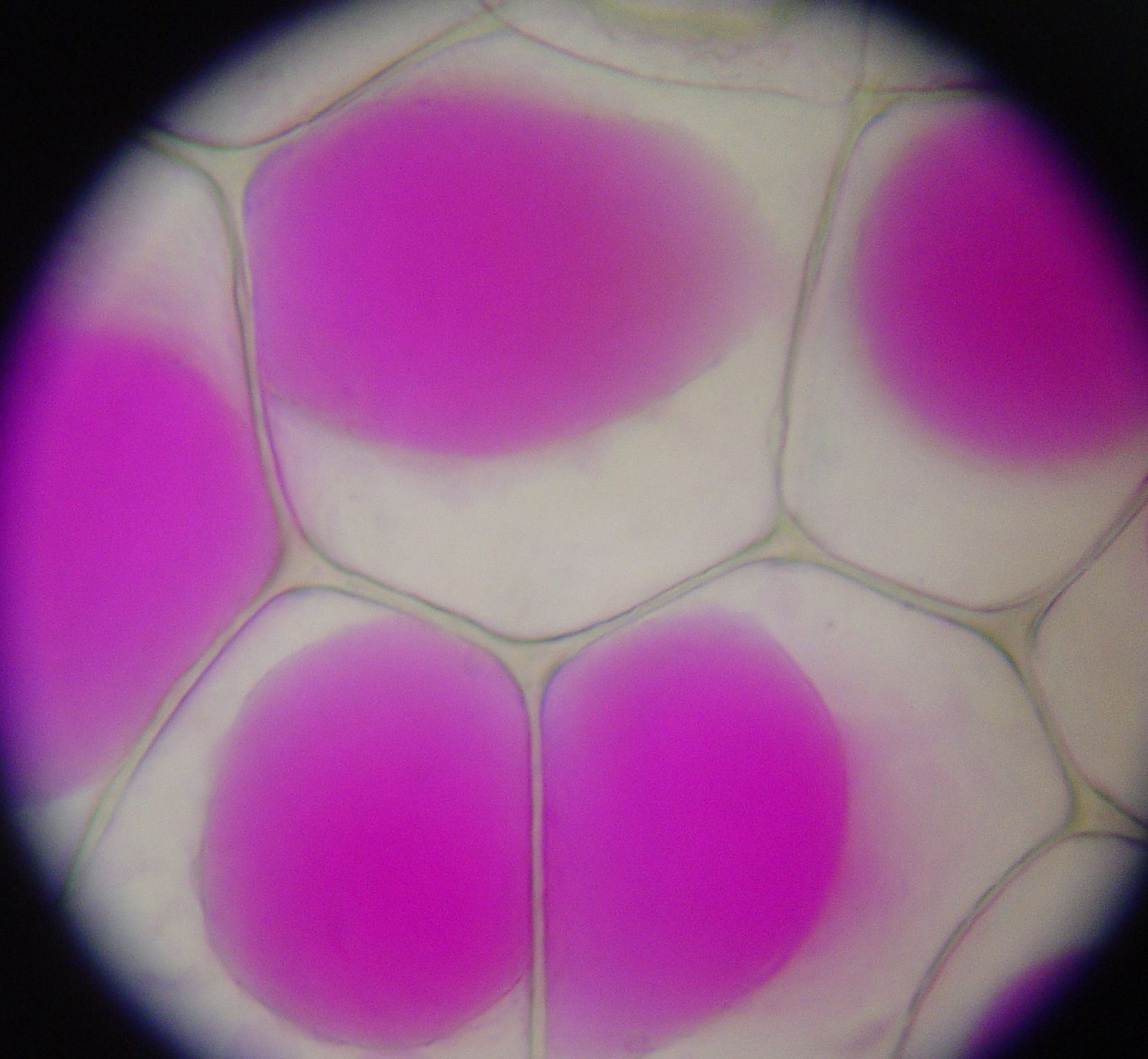
Células epiteliares de Rhoeo discolor a seguir à plasmólise. Os vacúolos (rosa) encolheram

A plasmólise é a retração do volume das células vegetais e animais por perda de água. Representando o ato da saída de água da célula e, consequentemente, a redução de seu volume. Este fenômeno dá-se quando a célula é colocada em meio hipertônico, ou seja, quando o meio exterior é mais concentrado que o citoplasma e a célula perde água, isto ocorre através de um processo chamado osmose.
Este fenômeno só ocorre em condições experimentais, uma vez que, na natureza os organismos não só se adaptaram às condições do seu meio ambiente, mas também pelo facto da membrana celular ser uma membrana seletiva, no que respeita à troca de ions. Com excepção da condição de alagamento das vias aéreas, como num afogamento, em que a troca de líquidos do meio extra para o intracelular e vice-versa pode ocorrer.A plasmólise também pode ser chamada de "Crenação".
O fenômeno contrário, a turgescência, pode ocorrer quando a célula se encontra num meio hipotônico e absorve água por osmose, podendo levar à lise (rebentamento) da célula. Este fênomeno acontece apenas nas células animais, pois estas não possuem parede celular, que lhe conferiria integridade.
O afogamento em "água doce" pode causar a turgescência das células sanguíneas. Já o afogamento em água salgada pode causar a plasmólise.

#### Em vegetais
Em experimentos realizados com duas espécies de gramíneas, Panicum maximum (Colonião) e Chloris gayana (Capim-Rhodes), submetidas a chuvas simuladas com solução de fluoreto de potássio (15 µg ml−1), que teve como objetivo identificar as injúrias causadas pelor flúr como poluente atmosférico, uma das injúrias foi a plasmólise das células do mesofilo ou epidermes.
Um experimento parecido que buscou identificar injúrias causadas por vários formulados de glifosato em folhas de Eucalyptus grandis, onde o uso do herbicida ocasionou a plasmólise.